# Parti sans laisser d'adresse
Pour plus de détails, voir Fiche technique et Distribution.
Parti sans laisser d'adresse est un film franco-suisse réalisé par Jacqueline Veuve et sorti en 1982.

## Synopsis
Salvatore est  un jeune toxicomane emprisonné pour vol. Il entretient une correspondance avec ses proches en attendant son procès. Mais il met fin à ses jours lorsqu'il apprend que sa femme l'a quitté.  

## Fiche technique
- Titre : Parti sans laisser d'adresse
- Réalisation : Jacqueline Veuve
- Scénario : Jacqueline Veuve, avec la collaboration d'Eric de Kuyper
- Photographie : Philippe Tabarly
- Décors : Alain Nicolet
- Son : Laurent Barbey
- Musique : Jean-François Acker, Carlos D'Alessio et Gilles Perroud
- Montage : Edwige Ochsenbein
- Production :  Aquarius Film - Marion's Films - Télévision Suisse-Romande
- Pays d'origine :  France -  Suisse
- Durée : 80 minutes
- Date de sortie : France - 26 mai 1982

## Distribution
- Jacques Zanetti
- Roland Amstutz
- Emmanuelle Ramu
- François Dyrek
- Jean-Pierre Basté
- Vania Vilers
- Michel Cassagne
- François Migeat

## Sélections
- 1982 : Festival de Cannes (sélection de la Semaine de la critique)[1]
- 1982 : Festival de Locarno (Prix du jury œcuménique)[2]
- 1982 : Festival de San Sebastian